# Adolf Wurm
Adolf Wurm (* 26. Oktober 1886 in Günzburg; † 24. November 1968 in Würzburg) war ein deutscher Geologe und Paläontologe.

## Leben
Wurm wurde zum Dr. phil. promoviert und habilitierte sich 1913 an der Universität Heidelberg (Beiträge zur Kenntnis der iberisch-balearischen Triasprovinz). Er war ab 1919 in der Bayerischen Landesaufnahme am Bayerischen Oberbergamt tätig und wurde am 1. Oktober 1929 als Nachfolger von Jakob Beckenkamp ordentlicher Professor für Geologie und Mineralogie an der Universität Würzburg und Direktor des dortigen Geologischen Instituts. Unter Wurm wurde die Würzburger geologische Forschung erstmals weit über Unterfranken hinausgetragen und habilitierte sich 1936 Ferdinand Trusheim für Geologie-Paläontologie.
Im Jahr 1923 entdeckte Wurm die ältesten Fossilien Bayerns (und damals die ältesten Deutschlands) am Galgenberg bei Wildenstein (Presseck) im Frankenwald, einen Trilobiten aus dem Kambrium, der vor etwa 515 Millionen Jahren lebte. 1912 beschrieb er den fossilen Mosbacher Löwen (Panthera leo fossilis), der 3,6 m lang und 600.000 Jahre alt war, nach dem beinahe vollständigen Oberschädelfund (von etwa 1885) in der Sandkuhle von Grafenrain bei Mauer, in der auch der Unterkiefer von Mauer des Homo heidelbergensis 1907 gefunden wurde. Wurm beschrieb auch weitere Funde aus den Maurer Sanden, so z. B. ein fossiles Nashorn.
Adolf Wurm wurde im Gründungsjahr 1910 Mitglied der Geologischen Vereinigung, 1940 wurde er Mitglied der Bayerischen Akademie der Wissenschaften.
Seine Nachfolge am Würzburger Mineralogisch-geologischen Institut in der Pleichertorstraße 34 trat 1955 Georg Knetsch an.

## Auszeichnungen
Wurm wurde 1959 Ehrenmitglied der Geologischen Vereinigung für seine Arbeiten im alten Gebirge Nordbayerns und in der Münchberger Gneismasse. 1950 erhielt er, insbesondere für seine Erkenntnisse durch Aufnahmearbeiten im nordbayerischen Paläozoikum, die Hans-Stille-Medaille. Der Bayerische Verdienstorden wurde ihm am 23. Juni 1962 verliehen.

## Schriften
- Geologischer Führer durch Fichtelgebirge und Frankenwald. Borntraeger, Berlin 1925.
- mit Paul Dorn: Das Fichtelgebirger Algonkium und seine Beziehungen zum Algonkium Mitteleuropas. Band 6. Abh. Geolog. Landesuntersuchung Bayrisches Oberbergamt, München 1932.
- Nordbayern, Fichtelgebirge und Frankenwald. In: Erich Krenkel (Hrsg.): Handbuch der Geologie und Bodenschätze Deutschlands. Abt. 2, Band 2 (Geologie von Bayern), Teil 1.
- Die Kordillere in Südamerika. Geologische Charakterbilder Heft 42. Borntraeger, Berlin-Zehlendorf 1942.
- Geologie von Bayern. 2. Auflage. Borntraeger, Berlin-Nikolassee 1961.
- Frankenwald, Fichtelgebirge und Nördlicher Oberpfälzer Wald. Sammlung geologischer Führer, 2. Auflage. Borntraeger, Berlin-Nikolassee 1962.
- verschiedene Teilblätter der Geologischen Karte von Bayern, unter anderem Presseck und Wunsiedel.